# Lions d'Afrique
Pour plus de détails, voir Fiche technique et Distribution.
Lions d'Afrique (titre original : The African Lion) est un film documentaire américain réalisé par James Algar, sorti en 1955.
Produit par Walt Disney Pictures, ce documentaire, qui fait partie de la collection True-Life Adventures, s'intéresse à la faune de l'Afrique.

## Fiche technique
- Titre original : The African Lion
- Titre français : Lions d'Afrique
- Réalisation : James Algar
- Scénario : James Algar, Winston Hibler, Ted Sears, Jack Moffit
- Narrateur : Winston Hibler
  - Narrateur en français : Robert Dalban
- Image : Alfred Milotte, Elma Milotte
- Musique : Paul J. Smith
  - Orchestrations : Joseph Dubin
- Technicien du son : Robert O. Cook (directeur), Evelyn Kennedy (enregistreur)
- Montage : Norman R. Palmer
- Effets d'animation : Joshua Meador, Art Riley
- Effets spéciaux: Ub Iwerks
- Production : Ben Sharpsteen (délégué), Erwin Verity
- Société de production : Walt Disney Production
- Société de distribution : Buena Vista Distribution
- Pays : États-Unis
- Langue : anglais
- Format : Technicolor, d'après une source en 16 mm
- Durée : 75 minutes
- Date de sortie : 14 septembre 1955

Sauf mention contraire, les informations proviennent des sources suivantes : Leonard Maltin

## Sorties cinéma
Sauf mention contraire, les informations suivantes sont issues de l'Internet Movie Database.
- États-Unis : 14 septembre 1955
- Allemagne de l'Ouest : 17 août 1956
- Suède : 20 septembre 1956
- Finlande : 23 novembre 1956
- Danemark: 26 novembre 1956, 8 octobre 1961
- Italie : 7 février 1957
- Turquie : 1958
- Japon : 15 janvier 1958

## Origine et production
Lors d'un voyage en août 1948 en Alaska, Walt rencontre Alfred Milotte, propriétaire d'un magasin d'appareils photos et sa femme institutrice Elma. Ils engagent une discussion sur les documentaires consacrés à l'Alaska dont le résultat sera le poste de photographe sur la série de documentaires animaliers True-Life Adventures. Le premier épisode est L'Île aux phoques (On Seal Island) sorti en décembre 1948. Plusieurs courts métrages sont réalisés dans cette série grâce à des séquences tournées par des naturalistes photographes. En l'absence de distributeur soutenant le format des longs métrages documentaires, la série dont la production se poursuit n'est pas distribuée. En 1953 pour résoudre ce problème, Disney fonde sa propre société de distribution, la filiale Buena Vista Distribution, et ainsi assurer la distribution de ces films assez éloignés des productions d'animation. Le succès des courts et moyens métrages de la série  True-Life Adventures diffusés entre 1950 et 1953 pousse le studio à produire des longs métrages.
Plusieurs films sont produits pendant qu'Alfred et Elma Milotte tournent en Afrique plus de 100 000 pieds (30 480 m) durant trois années sur les lions et leur écosystème. Le film Lions d'Afrique reprend un principe cyclique, il démarre à une saison indéterminée pour s'achever juste avant les pluies tropicales, signe d'un renouveau pour la savane.
Durant leurs trois années de tournage, les Milotte ont traversé le Kenya, l'Ouganda, le Tanganyika, l'Afrique du Sud dont le Zoulouland. C'est après quelques minutes de tournage de la scène du rhinocéros piégé dans des sables mouvants que les Milotte ont décidé d'arrêter de filmer et d'intervenir pour le sauver, allant à l'encontre de l'observation passive. Après l'avoir sauvé, le rhinocéros les a chargés, Alfred Milotte a dû se réfugier dans son camion. Leonard Malton trouve que la compassion humaine a été étrangement récompensée.

## Sortie au cinéma et accueil du public
Le film comporte plusieurs scènes mémorables dont les sauts d'une antilope lors d'une course pour sa survie, une gazelle poursuivie par un guépard, les lions endormis à l'ombre sous un arbre, des éléphants creusant des puits pendant la saison sèche, une invasion de sauterelles.
Bosley Crowther écrit que le film est « le plus pur des films documentaires de Disney. » Des extraits du films ont été utilisés pour produire trois courts métrages éducatifs sortis en 1968, The African Lion and His Realm, Birds, Baboons, and Other Animals – Their Struggle for Survival et Elephants and Hippos in Africa.
Ce documentaire a été diffusé à la télévision dans l'épisode Cameras in Africa / Beaver Valley de l'émission Walt Disney Presents sur ABC le 29 décembre 1954 avec un autre documentaire La Vallée des castors (1950),. Plusieurs documentaires de la série True-Life Adventures ont été diffusés dans l'émission Disneyland durant sa première année aux côtés de compilation de courts métrages d'animation de Mickey Mouse, Donald Duck, Dingo ou Pluto.

## Analyse
Steven Watts écrit que la série dispense souvent des réprimandes fortes au sujet de l'impact de l'homme sur la nature avant de conclure sur un ton optimiste. Dans Lions d'Afrique, Al Milotte décrit une scène où la caméra montre un animal victime des fauves ainsi: « Les autres animaux restent là autour à regarder leur ami se faire manger. Vous pouvez même les entendre dire - Ils ont eu le pauvre Pierre. Heureusement que ce n'est pas moi. » Pour Watts, certains critiques se sont focalisées sur les aspects rudes de la sélection naturelle  et concluent que le studio Disney ne fait que présenter le cycle de la nature. Les meurtriers poussent les autres animaux à survivre au jour le jour, ce que Watts contextualise en rappelant que les films ont été diffusés durant la guerre froide. La lutte pour la survie des animaux sauvages est mise en parallèle avec la compétition, l'adaptation, l'initiative individuelle et le labeur que doivent développer les américains.

## Récompenses et distinctions
- Ours d'argent du meilleur documentaire lors de la 6e Berlinale en 1956[15].